# Eta2 de l'Hidra Mascle b
Eta² de l'Hidra Mascle b (η² Hyidri b), comunament conegut com a HD 11977 b, és un planeta extrasolar, que és a aproximadament a 217 anys llum en la constel·lació de l'Hidra Mascle. La presència d'un planeta al voltant d'una estrella gegant massiva aporta evidència indirecta de l'existència de sistemes planetaris en estrelles de tipus A.